# Belgische Badmintonmeisterschaft 1951
Die Belgische Badmintonmeisterschaft 1951 fand in Löwen statt. Es war die dritte Auflage der nationalen Badmintonmeisterschaften von Belgien.

## Titelträger
| Disziplin    | Sieger                   |
| ------------ | ------------------------ |
| Herreneinzel | Stan Joy                 |
| Dameneinzel  | Nancy Penning            |
| Herrendoppel | Stan Joy L. St. Lawrence |
| Damendoppel  | Nancy Joy Nancy Penning  |
| Mixed        | Stan Joy Nancy Penning   |